# Laureano Sanabria Ruiz
Laureano Sanabria Ruiz (Madrid, 1985. március 22. –) spanyol labdarúgó. Jelenleg a Deportivo La Coruña hátvédje. Beceneve: Laure.

## Klubpályafutása
Laure a Real Madrid neveltje, aki a Real Madrid C-csapatában mutatott kitűnő szezonja ellenére sem kapott szerződést a Ramón Calderón irányította testülettől. Ezért a szintén madridi székhelyű , és a spanyol harmadosztályban játszó CD Leganés-hez írt alá, ahol a 2006–07-es szezonban rendszeresen kapott játéklehetőséget.
Miután 2007 nyarán a Deportivo de La Coruña klubhoz került, hamarosan a Deportivo tartalékcsapatának kezdő tizenegye közt találta magát, és végül felfigyelt rá a nagycsapat menedzsere, Miguel Ángel Lotina. 2008. január 13-án Lotina a sérült Manuel Pablo helyére állította be a Villarreal CF ellenan. Laure az egész mérkőzést végigjátszotta, a mérkőzésen idegenben 3–4 arányban vereséget szenvedett a csapat. A 2007–2008-as szezon végén új szerződést ajánlottak neki 2001-ig.

## Klubstatisztikái
| Szezon  | Klub          | Ország        | Torna                                       | Mérkőzések | Gólok |
| ------- | ------------- | ------------- | ------------------------------------------- | ---------- | ----- |
| 2005-06 | Real Madrid C | Spanyolország | Spanyol labdarúgó-bajnokság (negyedosztály) | 34         | 0     |
| 2006-07 | Leganés       | Spanyolország | Spanyol labdarúgó-bajnokság (harmadosztály) | 32         | 0     |
| 2007-08 | Deportivo B   | Spanyolország | Spanyol labdarúgó-bajnokság (harmadosztály) | 25         | 0     |
| 2007-08 | Deportivo     | Spanyolország | La Liga                                     | 1          | 0     |
| 2008-09 | Deportivo     | Spanyolország | La Liga                                     | 14         | 0     |
|         |               |               | Összesen                                    | 106        | 0     |